# Hans-Agne Jakobsson

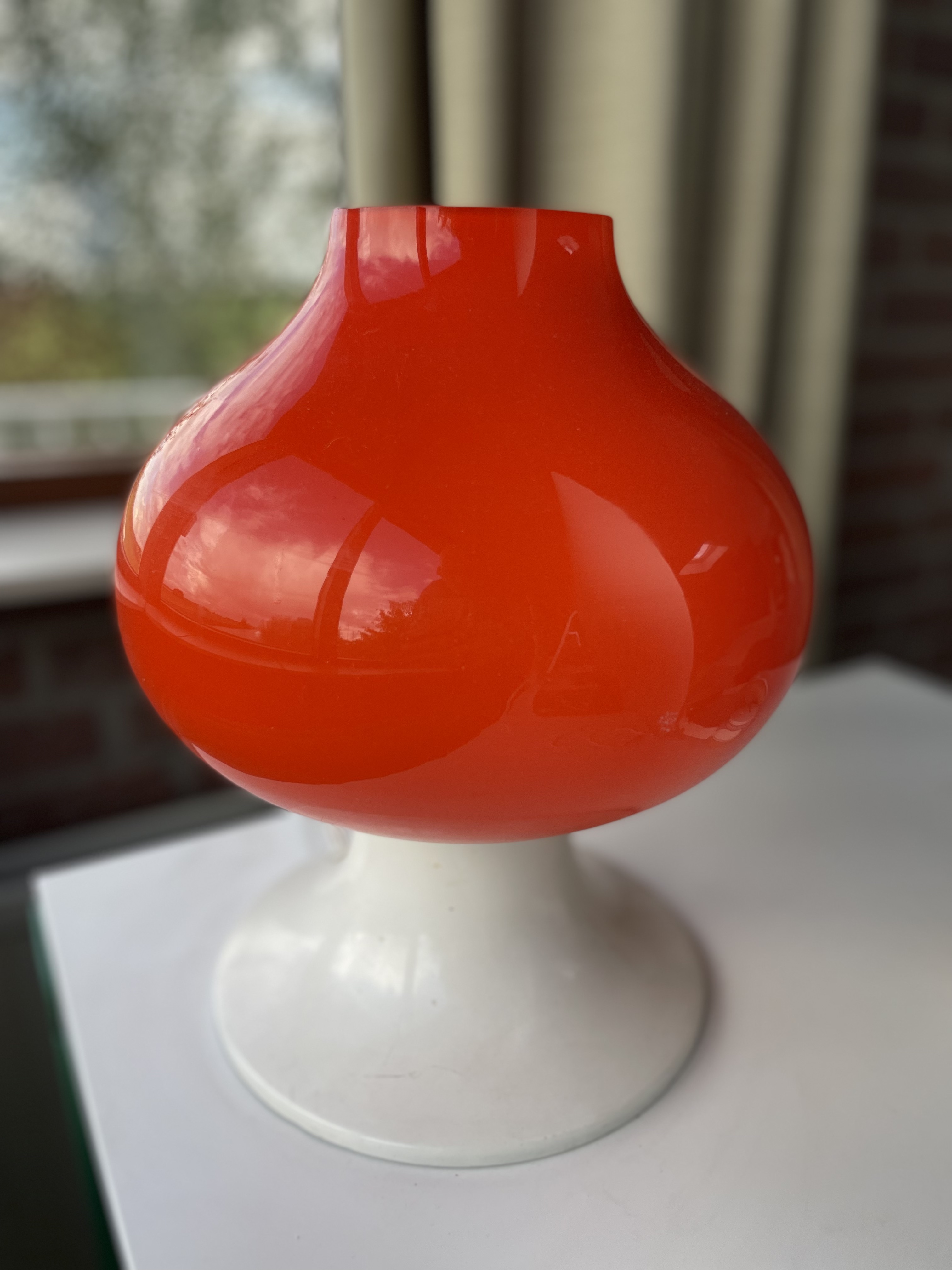
Lampa framtagen av Hans-Agne Jakobson i slutet av 1960-talet för Svera.

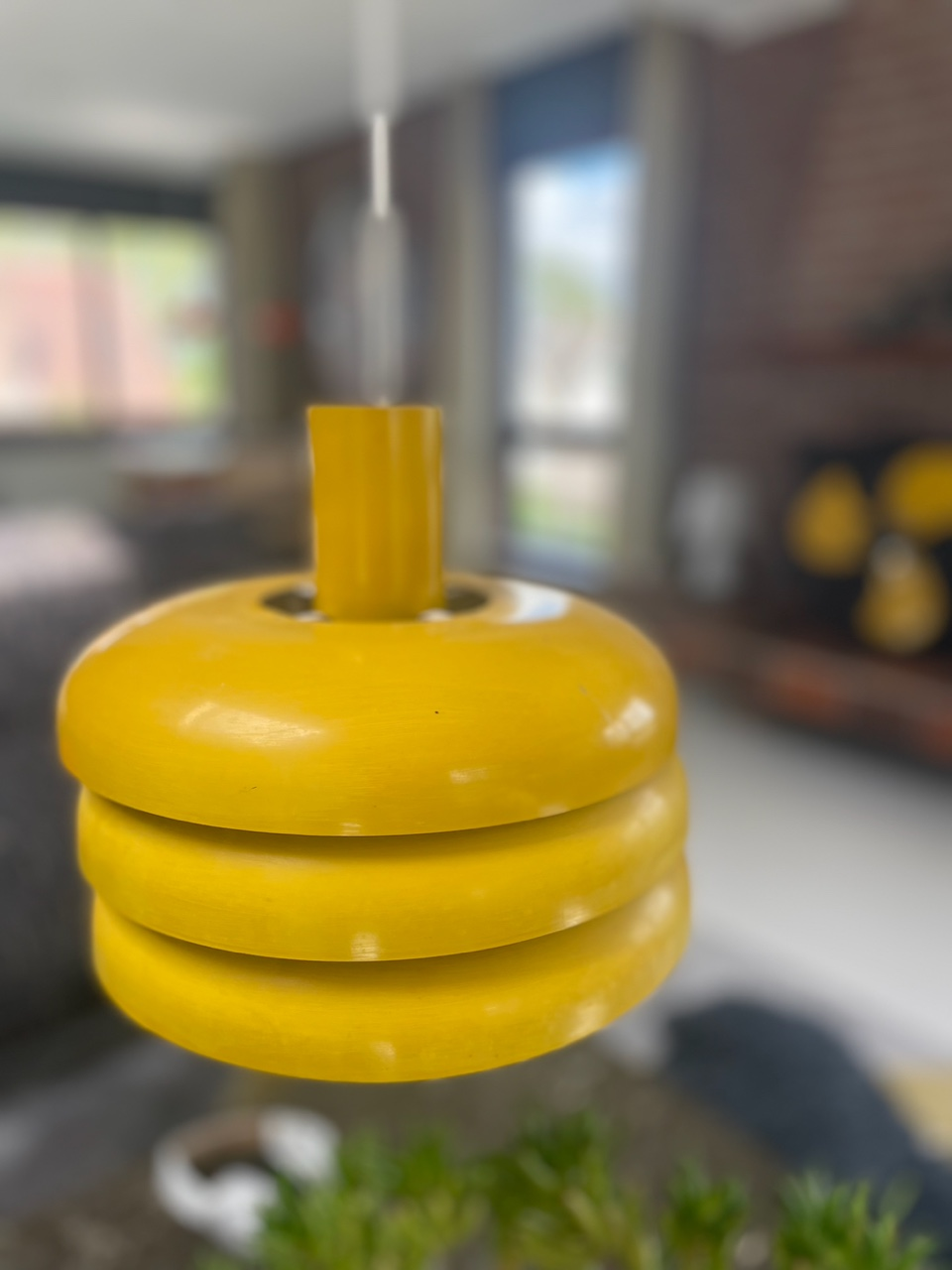
Hänglampa av Hans-Agne Jakobsson

Hans-Agne Bertil Jakobsson, född 8 februari 1919 i Havdhems församling, Gotlands län, död 29 juni 2009 i Markaryds församling, Kronobergs län, var en svensk inredningsarkitekt och möbelformgivare.
Jakobsson studerade till arkitekt i Göteborg och anställdes efter examen som industridesigner hos General Motors. Han var assistent till Carl Malmsten och arbetade sedermera hos armaturtillverkaren Ateljé Lyktan. År 1951 grundade han företaget Hans-Agne Jakobsson AB i Markaryd och uppmärksammades särskilt för sin design av belysningsarmatur där många modeller blivit samlarobjekt.